# Organisationen för ukrainska nationalister

OUN(M):s symbol

OUN(B):s symbol

Organisationen för ukrainska nationalister (ukrainska: Організація українських націоналістів/Orhanizatsija ukrajinskich natsionalistiv) förkortad OUN, var en ukrainsk nationalistisk rörelse som grundades 3 februari 1929 av ukrainare i det område som idag är västra Ukraina, men då var polskt.

## Organisation

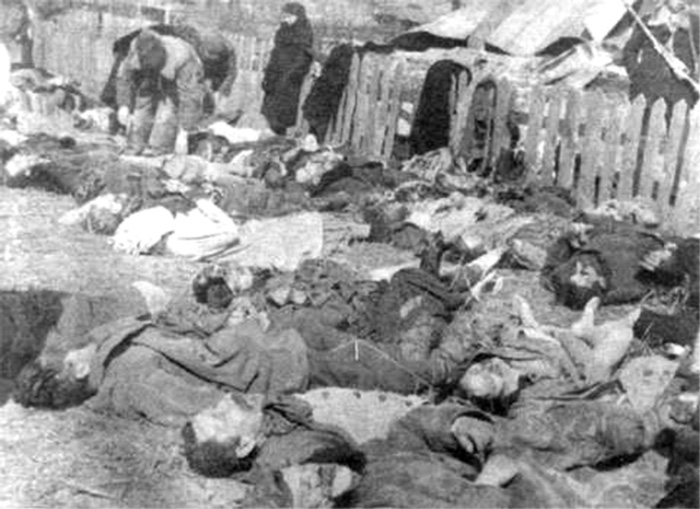
Offer för en massaker som begåtts av OUN:s militära gren UPA i Volynien i dåvarande Polen (nu Ukraina), 1943

OUN accepterade våld som ett politiskt medel mot utländska och inhemska motståndare. Under 1942 startades också en militär gren av rörelsen, kallad UPA (ukrainska:Українська Повстанська Армія). Organisation syftade till att inrätta en nationalstat i den etniskt ukrainska regionen, liksom att bevara och utveckla den ukrainska nationen.

## Ledarskap
OUN:s mest kända ledare var Stepan Bandera som 1927 gick med i den militära organisationen Ukrajinska Vijskova Orhanizatsija, en föregångare till OUN, där han blev medlem 1929. Bandera gjorde en snabb karriär inom OUN. År 1931 var han ansvarig för OUN:s propaganda. Under åren 1932-1933 utsågs han till andreman och i juni 1933 till regionalchef för Galizien. Bandera byggde upp en organisation i västra Ukraina som under hans ledning bekämpade såväl Polen som vad de såg som den sovjetiska imperialismen. År 1933 dödades en tjänsteman vid det sovjetiska konsulatet i Lviv. För att sätta stopp för polska expropriationer av ukrainsk egendom gick OUN till attack mot polska tjänstemän. År 1934 dödades Polens inrikesminister Bronisław Pieracki i Warszawa av det ukrainske OUN-medlem Hryhorij Matsejko. Pieracki hade det formella ansvaret för den polska regeringens kamp mot OUN. Efter attentatet ställdes Bandera inför rätta i både Warszawa och Lviv. I Warszawa åtalades han för sin inblandning i attentatet mot Bronisław Pieracki och i Lviv för sin roll som ledare i OUN. Han dömdes till döden men fick sitt straff omvandlat till livstids fängelse. Han var emellertid åter på fri fot när de sovjetiska styrkorna intog Lviv 1939.

## Kollaborationism
OUN samarbetade tidvis med nazisterna, och deras huvudmotståndare var Polen och Sovjetunionen, även om man idag, från nationalistiskt håll i Ukraina, gärna hävdar att man slogs mot båda ockupationsmakterna. Många i framför allt östra Ukraina betraktar OUN som en kriminell organisation som angrep sovjetiska partisaner, och gjorde sig skyldig till övergrepp på civila, både ukrainare och judar. En ståndpunkt som delas av Ryssland och Europaparlamentet. Bland OUN:s brott, var delaktiga i massiva etniska rensningar i det tyskockuperade Volynien och östra Galizien. Inför upprättandet av en ukrainsk stat skulle alla icke-ukrainare (polacker, ryssar och judar) i områdena försvinna. Många tusen människor mördades. Den 30 juni 1941 proklamerade OUN en ukrainska regering efter att Tyskland invaderat Sovjetunionen. Den nazistiska ockupationsmakten försökte tvinga OUN och dess ledare Bandera att återta proklamationen, som syftade till bildandet av en självständig ukrainsk stat. I början av juli, kort efter proklamationen, arresterades Bandera av Gestapo och fördes till Berlin. Därifrån blev han skickad till koncentrationslägret Sachsenhausen, där han satt till 1944. Där värvade han medlemmar till OUN och den Ukrainska upprorsarmén. Dessa grupper fortsatte med väpnade operationer mot de sovjetiska och polska myndigheterna i början av 1950-talet, särskilt i Karpaterna. På ett brutalt sätt terroriserade, torterade och avrättade den även ukrainska bönder och arbetare som ville ansluta sig till Sovjetunionen. UPA dödade ytterligare cirka 20 000 ukrainare innan upproret helt krossades 1953.

## Nyorganisation
Sedan 1991 då kommunismens fall och Ukraina blev självständigt, lanserade de åter sin verksamhet i Ukraina, de har i omorganiserad form och under det nya namnet; Ukrainska nationalistkongressen (KUN) (ukrainska:Конгре́с Украї́нських Націоналі́стів), och blev en del av Viktor Jusjtjenkos Vårt Ukraina - Folkets självförvarsblock. En staty av Stepan Bandera, OUN:s ledare, avtäcktes 2007 i Lviv.

## Film och dokumentär
1995 gjorde regissören Olesja Yantjuka den ukrainska filmen Attentat - Höstmord i München (originaltitel: Атентат — Осіннє вбивство у Мюнхені). Filmen handlar om OUN:s och Stepan Banderas öde under efterkrigstiden. Rollen som Bandera spelades av Jaroslav Muka. Filmen finansierades bland annat av Ukrainska kongresskommittén i USA.
Tredje rikets orange barn (originaltitel: Оранжевые дети Третьего) är en rysk dokumentärfilm om den ukrainska nationalismen. Den sändes 2010 i Rysslands största och till 51% statsägda tv-kanal Pervyj Kanal.
Volynien (polska: Wołyń) är en polsk krigsdramafilm från 2016 i regi av Wojciech Smarzowski baserad på historien "Nienawiść" (svenska: "Hat") av författaren Stanisław Srokowski.